# 北海道道477号滝下由仁停車場線
北海道道477号滝下由仁停車場線（ほっかいどうどう477ごう たきのしたゆにていしゃじょうせん）は、北海道夕張郡栗山町と由仁町を結ぶ一般道道（北海道道）である。

## 概要

### 路線データ
- 起点：北海道夕張郡栗山町滝下（国道274号交点）
- 終点：北海道夕張郡由仁町中央（JR北海道 室蘭本線 由仁駅）
- 路線延長：19.4km（総延長）

## 歴史
- 1965年（昭和40年）3月26日 - 路線認定[1]。

## 路線状況

### 重複区間
- 栗山町南角田 - 栗山町南角田（北海道道1008号夕張長沼線）
- 栗山町角田 - 由仁町東栄（国道234号）
- 栗山町角田 - 由仁町東栄（北海道道3号札幌夕張線）

## 地理

### 通過する自治体
- 空知総合振興局
  - 夕張郡
    - 栗山町
    - 由仁町

### 交差する道路
栗山町
- 国道274号 - 滝下（起点）
- 北海道道1008号夕張長沼線 - 南角田（重複）
- 国道234号 - 角田（重複）
- 北海道道3号札幌夕張線 - 角田（重複）

由仁町
- 国道234号 - 東栄（重複）
- 北海道道3号札幌夕張線 - 東栄（重複）
- 北海道道694号北長沼由仁線 - 本町
- 北海道道602号東三川由仁停車場線 - 中央（終点）

### 沿線にある施設など
由仁町
- セイコーマート由仁店 - 東栄16-4
- 空知信用金庫由仁支店 - 本町148
- そらち南農業協同組合（JAそらち南）由仁支所・ホクレンショップ由仁店 - 本町151
- 由仁郵便局 - 中央21
- JR北海道 室蘭本線 由仁駅 - 本町